# Jakob Schwengeler
Jakob Schwengeler (* 25. April 1892 in Urnäsch; † 12. Januar 1976 ebenda; heimatberechtigt in Töss, heute Gemeinde Winterthur) war ein Schweizer Landwirt und Politiker.

## Leben
Jakob Schwengeler war ein Sohn von Johannes Schwengeler, Landwirt und Viehhändler, und Anna Barbara Nef. Im Jahr 1917 heiratete er Anna Ehrbar, Tochter von Johannes Ehrbar, Landwirt und Holzhändler.
Er absolvierte eine Ausbildung als Bäcker-Konditor. 1915 übernahm er den väterlichen Betrieb. Im Jahr 1917 wechselte er auf das Gut des Schwiegervaters.
Er sass von 1935 bis 1957 im Ausserrhoder Kantonsrat. Ab 1942 bis 1952 hatte er das Amt des Gemeindehauptmanns von Urnäsch inne.
Er war Mitgründer, Kassier und Vizepräsident des appenzellischen Verbands der Milchsammelstellen. Er präsidierte die Landwirtschaftliche Genossenschaft Urnäsch. Von 1933 bis 1964 amtierte er als Kassier und Vizepräsident des kantonalen landwirtschaftlichen Vereins. Er war Vorstandsmitglied der Schweizer Arbeitsgemeinschaft der Bergbauern. Im Jahr 1926 war er Mitgründer der Raiffeisenbank Urnäsch.
Schwengeler trat auf kantonaler und eidgenössischer Ebene als Bauernpolitiker in Erscheinung. Er setzte sich vor allem für die Verbesserung der Lage der Bergbevölkerung ein.